# Пролећна изложба УЛУС-а (1974)
.Пролећна изложба УЛУС-а (1974) је трајала од 8. до 24. маја 1974. године. Одржана је у Изложбеном простору, у Масариковој улици, у Београду.

## О изложби
Избор радова је извршио Уметнички савет Удружења ликовних уметника Србије, у саставу:
Сликарска секција:
1. Градимир Петровић
2. Даница Антић
3. Мома Марковић
4. Вера Јосифовић
5. Драгомир Лазаревић
6. Чедомир Павловић

Вајарска секција:
1. Олга Јанчић
2. Милија Глишић
3. Никола Јанковић
4. Ана Виђен
5. Ратко Вулановић

Графичка секција:
1. Бранко Миљуш
2. Трајко Стојановић Косовац
3. Миле Грозданић
4. Душан Матић
5. Милан Мартиновић
6. Нусрет Хрвановић

На Пролећној изложби награде су додељене следећим уметницима:
- Златна палета Љубодрагу Јанковићу - Јалету
- 2. награда за сликарство Зорану Петрушијевићу
- 3. награда за сликарство Радмили Степановић
- Златно длето Ото Логу
- 2. награда за скулптуру Николи Вукосављевићу
- 3. награда за скулптуру Ани Виђен
- Златна игла Халилу Тиквеши
- 2. награда за графику Добрију Стојановићи
- 3. награда за графику Вукици Обрадовић

## Излагачи

### Слике
1. Крста Андрејевић
2. Мирослав Анђелковић
3. Даница Антић
4. Момчило Антоновић
5. Милош Бајић
6. Бојана Бан Ђорђевић
7. Петар Бановић
8. Савица Бирта
9. Павле Блесић
10. Олга Богдановић Милутиновић
11. Славољуб Богојевић
12. Вера Божичковић Поповић
13. Коста Бунушевац
14. Здравко Вајагић
15. Чедомир Васић
16. Бранислав Вујчић
17. Драга Вуковић
18. Драган Вукосављевић
19. Јоана Вулановић
20. Живан Вулић
21. Радоман Гашић
22. Милош Гвозденовић
23. Ратомир Глигоријевић
24. Оливера Грбић
25. Алексанар Дедић
26. Фатима Дедић
27. Мило Димитријевић
28. Евгенија Демниевска
29. Милица Динић
30. Властимир П. Дискић
31. Драгиша Добрић
32. Дана Докић
33. Дуња Докић Николић
34. Емир Драгуљ
35. Амалија Ђаконовић
36. Душан Ђокић
37. Зоран Ђорђевић
38. Заре Ђорђевић
39. Шемса Ђулизаревић
40. Светислав Ђурић
41. Слободан Ђуричковић
42. Маша Живкова
43. Божидар Здравковић
44. Светлана Златић
45. Љубодраг Јанковић Јале
46. Александар-Бириљ Јовановић
47. Драган Јовановић
48. Милан Јовановић
49. Вера Јосифовић
50. Гордана Јоцић
51. Светозар Каменовић
52. Маријана Каралић
53. Деса Керечки Мустур
54. Милан Кечић
55. Никола Клисић
56. Божидар Ковачевић
57. Зорица Костић
58. Коста Кривокапић
59. Милена Крсмановић
60. Владимир Крстић
61. Грујица Лазаревић
62. Драгомир Лазаревић
63. Недељко Лампић
64. Петар Лубарда
65. Александар Луковић
66. Радиша Луцић
67. Каћа Љубинковић
68. Мира Мареш
69. Снежана Маринковић
70. Мома Марковић
71. Слободанка Матић
72. Вукосава Мијатовић Теофановић
73. Милинко Миковић
74. Желимир Миладин
75. Радослав Миленковић
76. Здравко Милинковић
77. Мирослава Милинковић
78. Предраг Пеђа Милосављевић
79. Бранимир Минић
80. Савета Михић
81. Новица Младенов
82. Миша Младеновић
83. Петар Младеновић
84. Драган Мојовић
85. Драгослав Момчиловић
86. Марклен Мосијенко
87. Добривоје Николић
88. Слободан Нојић
89. Миленко Остојић
90. Ружица-Беба Павловић
91. Чедомир Павловић
92. Синиша Пајић
93. Илија Пандуровић
94. Мирјана Пачов
95. Стојан Пачов
96. Пепа Пашћан
97. Слободан Пејовић
98. Градимир Петровић
99. Зоран Петрушијевић
100. Татјана Поздњаков
101. Вишња Постић
102. Мирко Почуча
103. Божидар Продановић
104. Владимир Рашић
105. Ђуро Радловић
106. Радомир Радовановић
107. Сава Рајковић
108. Кемал Рамујкић
109. Ђорђе Симић
110. Љубица Сокић
111. Феђа Соретић
112. Десанка Станић
113. Бранко Станковић
114. Боривоје Стевановић
115. Мирослав Стевановић
116. Тодор Стевановић
117. Радмила Степановић
118. Мирко Стефановић
119. Миливоје Стоиљковић
120. Мирослав Стојановић
121. Трајко Стојановић Косовац
122. Столе Стојковић
123. Живко Стојсављевић
124. Зоран-Врањски Стошић
125. Владан Суботић
126. Рафаило Талви
127. Ђурђе Теодоровић
128. Вањек Тивадар
129. Зоран Топузовић
130. Стојан Трумић
131. Силвија Ћурчија-Миладин
132. Иван Цветко
133. Александар Цветковић
134. Драгана Цигарчић
135. Милан Цмелић
136. Марко Челебоновић
137. Славољуб Чворовић
138. Милена Чубраковић
139. Мила Џокић
140. Томислав Шеберковић
141. Миленко Шербан
142. Јарослав Шимовиц
143. Хелена Шипек
144. Кемал Ширбеговић

### Скулптуре
1. Градимир Алексић
2. Никола Антов
3. Јован Арсеновић
4. Ана Бешлић
5. Вукосав Бојовић
6. Андреја Васиљевић
7. Милун Видић
8. Ана Виђен
9. Никола Вукосављевић
10. Ратко Вулановић
11. Ратко Гикић
12. Нандор Глид
13. Милија Глишић
14. Савица Дамјановић
15. Александар Зарин
16. Светислав Здравковић
17. Томислав Каузларић
18. Слободан Којић
19. Даница Кокановић Младеновић
20. Владимир Комад
21. Милован Крстић
22. Ото Лого
23. Милија Нешић
24. Владислав Петровић
25. Мирослав Протић
26. Славољуб Радојчић
27. Невенка Степић
28. Татјана Стефановић Зарин
29. Ристо Стијовић
30. Милорад Ступовски
31. Милорад Тепавац
32. Властимир Тодоровић
33. Томислав Тодоровић
34. Ђорђије Црнчевић
35. Јелисавета Шобер

### Графике
1. Миодраг Анђелковић
2. Мирослав Арсић
3. Бојана Бан Ђорђевић
4. Јожеф Бенеш
5. Миле Грозданић
6. Емир Драгуљ
7. Момчило Ђенић
8. Марио Ђиковић
9. Фатимир Заими
10. Зоран-Добротин Јовановић
11. Родољуб Карановић
12. Стеван Кнежевић
13. Емило А. Костић
14. Илија Костов
15. Милан Мартиновић
16. Велимир Матејић
17. Душан Матић
18. Бранко Миљуш
19. Станка Миловановић
20. Мина Минић
21. Слободан Михаиловић
22. Владан Мицић
23. Вукица Обрадовић Драговић
24. Љиљана Павловић
25. Александрина Паскутини
26. Милан Перишић
27. Ратомир Перић
28. Небојша Стевановић
29. Добри Стојановић
30. Трајко-Косовац Стојановић
31. Слободан Стојиловић
32. Зорица Тасић
33. Халил Тиквеша
34. Златана Чок
35. Нусрет Хрвановић